# NGC 2201
NGC 2201 je galaksija u zviježđu Krmi.

## Vanjske poveznice
- SEDS: NGC 2201